# Ashland (Illinois)
Ashland é uma vila localizada no estado americano de Illinois, no Condado de Cass.

## Demografia
Segundo o censo americano de 2000, a sua população era de 1361 habitantes. 
Em 2006, foi estimada uma população de 1344, um decréscimo de 17 (-1.2%).

## Geografia
De acordo com o United States Census Bureau tem uma área de 
1,9 km², dos quais 1,9 km² cobertos por terra e 0,0 km² cobertos por água. Ashland localiza-se a aproximadamente 189 m acima do nível do mar.

## Localidades na vizinhança
O diagrama seguinte representa as localidades num raio de 20 km ao redor de Ashland. 